# Новак, Мишель
Мишель Новак (фр. Michel Nowak; род. 30 июня 1962, Аннаба) — французский дзюдоист, чемпион и призёр чемпионатов Франции, призёр чемпионатов Европы, бронзовый призёр летних Олимпийских игр 1984 года в Лос-Анджелесе.

## Карьера
Выступал в полусредней (до 78 кг) и средней (до 86 кг) весовых категориях. 6-кратный чемпион (1980—1982, 1984—1986 годы), серебряный (1988) и бронзовый (1989) призёр чемпионатов Франции. Победитель и призёр международных турниров. Бронзовый призёр чемпионатов Европы 1984 и 1985 годов.
На Олимпиаде 1984 года в Лос-Анджелесе Новак завоевал бронзовую медаль.